# Международный аэропорт имени Криштиану Роналду
Международный аэропорт имени Криштиану Роналду (порт. Aeroporto Internacional Cristiano Ronaldo, ранее — Международный аэропорт Мадейра (порт. Aeroporto Internacional da Madeira) (ИАТА: FNC, ИКАО: LPMA), также известный как Аэропорт Фуншала или Аэропорт Санта-Катарины) — расположен неподалёку от города Санта-Круш в 16 км к востоку от города Фуншала (Мадейра) и является одним из крупнейших международных аэропортов в Португалии после Лиссабона, Порту и Фару.
Аэропорт принадлежит государственному предприятию «ANA», функционирует с 8 июля 1964 года и имеет одну взлётно-посадочную полосу длиной 2777 м. В связи с постоянным ростом количества пассажиров, пользующихся аэропортом, в 2000 году длина его взлётно-посадочной полосы была увеличена до нынешних размеров для возможности приёма больших самолётов, а сам аэропорт был существенно модернизирован и расширен. В 2006 году количество пассажиров составило чуть более 2,36 млн, главным образом благодаря увеличению числа рейсов бюджетных авиакомпаний.

## История
Первоначальный проект предусматривал 2 взлётно-посадочных полосы длиной 1600 метров каждая. Однако, после катастрофы рейса 425 авиакомпании TAP Portugal в ноябре 1977 года, в которой погиб 131 пассажир, было принято решение об увеличении длины обеих полос. Строительные работы были завершены только через 8 лет, что объясняется сложными условиями местности. Протяженность реконструированных ВПП составила 1800 метров.
Аэропорт Мадейра до 2000 года считался очень сложным для пилотов. В 2000 году была достроена взлётно-посадочная полоса, значительная часть которой представляет собой эстакадную дистанцию, располагающуюся на 180 железобетонных столбах диаметром 3 метра каждый. Высота отдельных столбов-опор достигает 50 метров над уровнем моря. Расстояние от аэропорта до города Лиссабона составляет 980 км, что соответствует, приблизительно, полутора часам полётного времени.
22 июля 2016 года председатель регионального правительства Мадейры Мигел Албукерке сообщил о том, что принято решение о переименовании аэропорта Фуншал в «Аэропорт Криштиану Роналду» (порт. Aeroporto Cristiano Ronaldo). В том же году терминал аэропорта был отремонтирован.

## Авиакомпании и направления полётов
- Austrian Airlines — Вена
- Binter Canarias — Гран-Канария
- British Airways — Лондон (Гатвик)
- easyJet — Лиссабон, Лондон

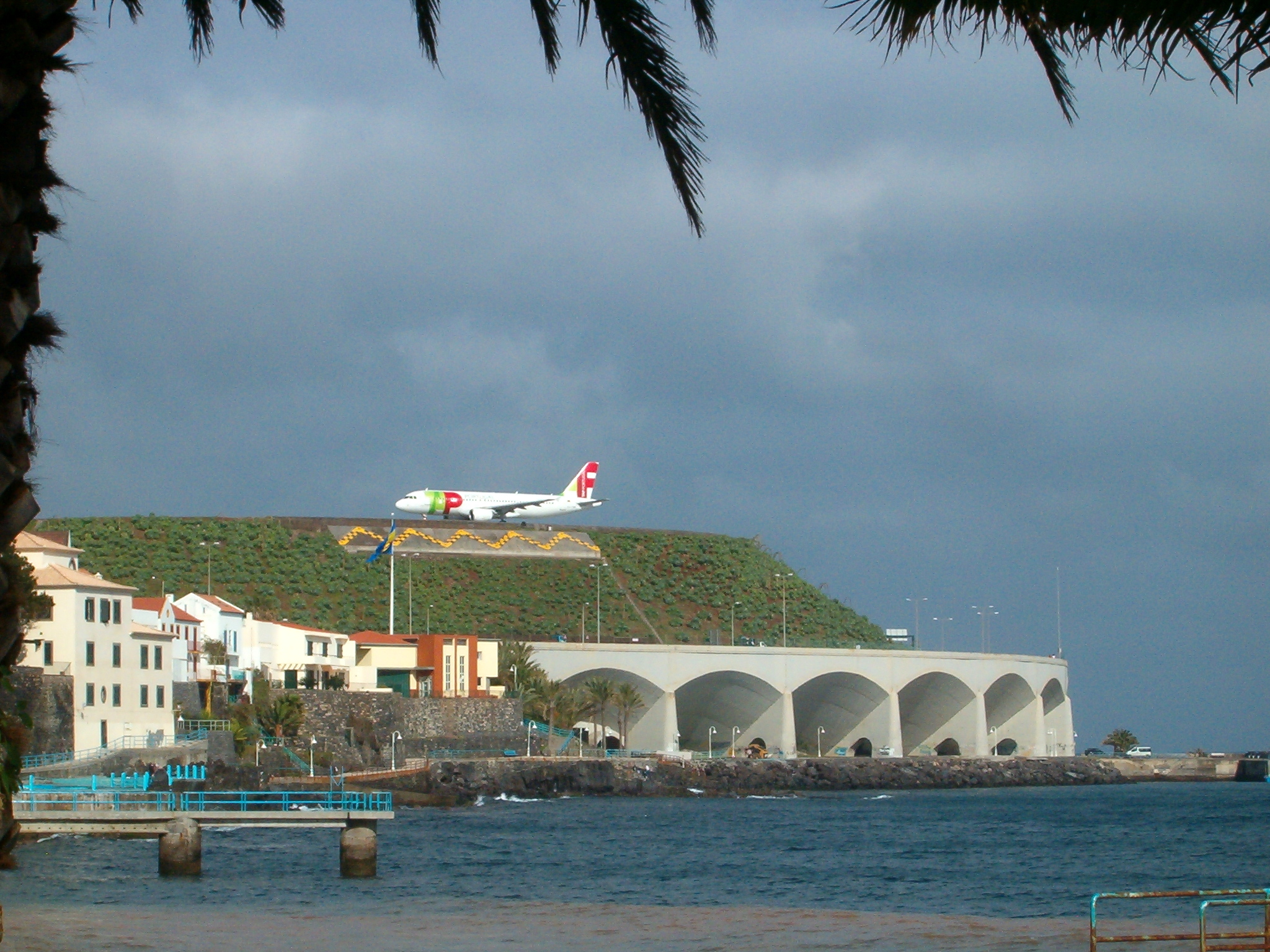
Самолёт TAP Portugal в торце ВПП Международного аэропорта Мадейры

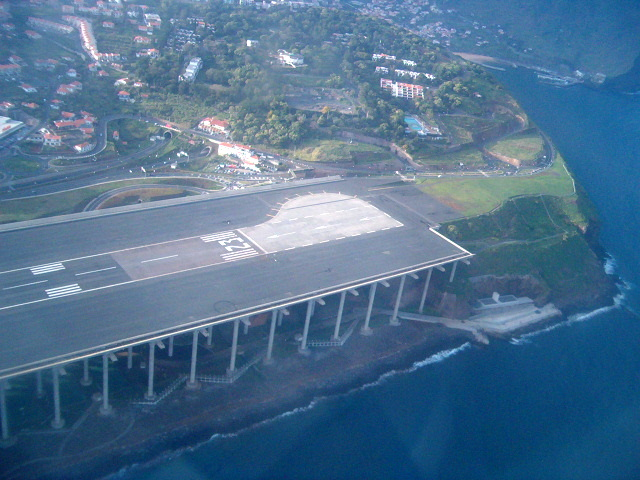
ВПП аэропорта

- Europe Airpost — Париж (Шарль де Голль)
- First Choice Airways — Манчестер, Эксетер, Лондон (Гатвик)
- Hapagfly — Дюссельдорф, Ганновер
- LTU International — Дюссельдорф
- Portugália — Лиссабон, Милан (Мальпенса)
- Santa Barbara Airlines — Каракас
- SATA Air Açores — Порту-Санту
- SATA International — Лиссабон, Ньюкасл (только зимой), Париж (Шарль де Голль), Понта-Делгада, Порту, Цюрих
- Scandinavian Airlines — Осло
- TAM Airlines — Лиссабон, Сальвадор, Сан-Паулу, Рио-де-Жанейро
- TAP Portugal — Амстердам, Барселона, Каракас, Лиссабон, Лондон (Гатвик, Хитроу), Франкфурт, Мадрид, Париж (Орли), Порту, Сальвадор
- Thomsonfly — Амстердам,  Лондон (Гатвик)
- Thomas Cook Airlines — Бирмингем, Бристоль, Глазго, Лондон (Гатвик, Лутон), Манчестер
- transavia.com — Амстердам
- XL Airways — Лондон (Гатвик), Манчестер, Ньюкасл
- Finnair - Хельсинки

## Общая информация
По данным туристического журнала Travel+Leisure Международный аэропорт Криштиану Роналду входит в десятку самых опасных аэропортов мира, поскольку требует от пилотов выполнения особенных манёвров. Перед заходом на посадку самолёт необходимо сначала направить на горы, а практически в самый последний момент резко сменить направление полёта и зайти на взлётно-посадочную полосу.

## Авиапроисшествия и несчастные случаи
- 5 марта 1973. самолёт Sud Aviation Caravelle авиакомпании Aviaco (регистрационный EC-BID) при посадке врезался в воду. На борту находились только 3 члена экипажа. Они погибли[3].
- 19 ноября 1977 года. Рейс 425 авиакомпании TAP Portugal, Boeing 727—282 (регистрационный CS-TBR). При выполнении третьей попытки захода на посадку самолёт приземлился в 300 метрах позади контрольной точки на взлётно-посадочной полосе, вышел за пределы ВПП и столкнулся со скалой. Погибло 131 из 164 человек на борту. Причинами катастрофы стали плохое инженерное состояние ВПП и избыточная скорость самолёта на посадке[4][5].

- 18 декабря 1977 года. Рейс 730 авиакомпании SATA International, Aerospatiale Caravelle 10R (регистрационный HB-ICK). При заходе на посадку самолёт не долетел до взлётно-посадочной полосы и сел на воду. Погибло 36 из 57 человек на борту. Причиной инцидента стала оптическая иллюзия[4][6].
- 14 февраля 1991 года. Boeing 737 авиакомпании TAP Air Portugal (регистрационный CS-TEM) при посадке в сильный ветер приземлился за 160 м до торца ВПП и сломал левую стойку шасси. Никто из 93 человек на борту не пострадал[7].